# 아우빈 고문서

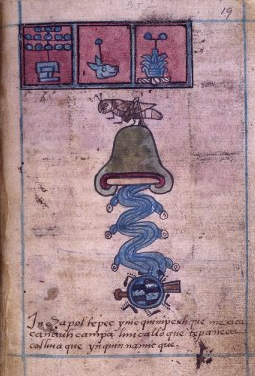
아우빈 고문서 19쪽

아우빈 고문서(Aubin codex)는 스페인의 멕시코 정복으로 인해 아스틀란에서 떠난 아즈텍인들의 역사가 담긴 글및 그림이다. 81장으로 구성되어있으며 고문서는 나우아틀어로 쓰여 있다.

## 역사
제일 앞 쪽에 쓰인 1576년에 만들어진 것으로 추정된다. 가장 마지막으로 쓰인 것이 기록된 연도는 1608년이다. 17세기 역사는 파악되지 않는다. 18세기 중반에는 로렌조 보투리니가 소지하고 있었다. 아우빈 고문서는 1800년대 중반 고문서의 소유자였던 J.M.A 아우빈의 이름에서 비롯되었다. 그는 1893년에 석판화 버전을 재생산하였다. 가장 마지막으로 원본을 가진 사람은 율리우스 데스포르츠이다. 현재는 대영박물관에서 소장하고 있다. 19세기와 20세기 사이 여러 언어로 번역되었고 이러한 복사본들은 현재 유럽과 멕시코에 보관되어있다.